# Milles de la Polvorosa
Milles de la Polvorosa è un comune spagnolo di 267 abitanti situato nella comunità autonoma di Castiglia e León.